# Wybrzeże Bryana
Wybrzeże Bryana (ang. Bryan Coast) – część wybrzeża Ziemi Ellswortha, pomiędzy Wybrzeżem Englisha na Ziemi Palmera a Wybrzeżem Eightsa. Od północy oblewają je wody Morza Bellingshausena.
Granice tego wybrzeża wyznaczają: od zachodu Pfrogner Point na półwyspie Fletchera i od wschodu północny kraniec półwyspu Rydberga. Wschodnia część tego wybrzeża została odkryta podczas rekonesansu prowadzonego przez Amerykanów z powietrza, w czasie wypraw w latach 1939-41 i 1947-48. Mapy wybrzeża zostały sporządzone przez United States Geological Survey w latach 1961-67. Nazwa pierwotnie brzmiała „Wybrzeże George’a Bryana”, obecnie jest skracana; upamiętnia wiceadmirała George’a S. Bryana, hydrografa United States Navy, pod dowództwem którego poczyniono postępy w badaniach wybrzeży Antarktydy.